# Ронкаль
Ронкаль, Ерронкарі (ісп. Roncal, баск. Erronkari) — муніципалітет в Іспанії, у складі автономної спільноти Наварра. Населення — 258 осіб (2009).
Муніципалітет розташований на відстані близько 350 км на північний схід від Мадрида, 95 км на схід від Памплони.
На території муніципалітету розташовані такі населені пункти: (дані про населення за 2009 рік)
- Сан-Мартін: 3 особи
- Моліно-де-Гарде: 2 особи
- Ронкаль/Ерронкарі: 253 особи

## Демографія
Динаміка населення (INE ):

## Галерея зображень

Розташування муніципалітету